# Fortnite Festival
Fortnite Festival es un videojuego de ritmo de 2023 desarrollado por Harmonix y publicado por Epic Games. En el videojuego, los jugadores interpretan canciones mientras intentan lograr la mayor puntuación posible según su desempeño. Cada canción cuenta con cuatro instrumentos diferentes, y los jugadores eligen qué parte de la canción quieren tocar, así como la dificultad de la canción; las dificultades más altas cambian la disposición de las canciones. Se puede elegir entre una variedad de canciones, con una selección gratuita que cambia diariamente, así como la oportunidad de comprar canciones directamente desde la tienda de artículos de Fortnite. Las canciones disponibles varían desde composiciones del equipo de sonido de Epic Games hasta pistas de artistas populares.
El videojuego se lanzó en diciembre de 2023 como parte del lanzador de Fortnite. Desde su lanzamiento, se han introducido numerosas «temporadas» dentro del videojuego, cada una centrada en un artista destacado específico. Las actualizaciones adicionales también han permitido el uso de controladores de guitarra y han añadido nuevos modos de videojuego diseñados pensando en estos controladores, jugando de manera similar a las series de juegos Guitar Hero y Rock Band. Fortnite Festival recibió críticas mixtas de los críticos, quienes criticaron el precio de las canciones y la jugabilidad.

## Jugabilidad
Fortnite Festival es un videojuego de ritmo accesible a través del lanzador de Fortnite. El videojuego cuenta con tres modos: el «Escenario Principal», el «Escenario Jam» y el «Escenario de Batalla». El jugador puede elegir qué aspecto de la canción desea interpretar, con opciones entre batería, principal (que consiste en la guitarra principal u otras partes instrumentales de una canción, alternando entre guitarra o keytar en el videojuego, respectivamente), bajo y voz (en canciones instrumentales, la voz se usa como una parte principal alternativa para otros instrumentos).
En el Escenario Principal, un grupo de 1 a 4 jugadores elige una selección de canciones disponibles e intenta pulsar los botones correctamente al ritmo de las notas de la canción elegida. Las puntuaciones y los multiplicadores de combo de los jugadores aumentan con entradas precisas. El jugador puede elegir uno de los cuatro niveles de dificultad, que van desde fácil hasta experto. Mientras que los otros niveles de dificultad solo usan cuatro botones para las notas, la dificultad experta usa cinco. Además, las opciones 'pro' están disponibles para guitarra principal y bajo, que aprovechan los controladores de guitarra compatibles y presentan diferentes disposiciones de canciones, incluyendo notas de hammer-on y pull-off. Después de tocar correctamente secciones especialmente marcadas de cada pista, el jugador recibe «Overdrive», lo que duplica su multiplicador de puntuación actual. Si varios jugadores activan «Overdrive» al mismo tiempo, los multiplicadores se acumulan.
En el Escenario Jam, los jugadores pueden hacer mezclas de varias canciones que poseen, con la posibilidad de ajustar el tempo y la tonalidad de cada pista. Este modo tiene una jugabilidad similar a Fuser, otro videojuego previamente creado por Harmonix. Las versiones de las canciones utilizadas en este modo se conocen como «Jam Loops» y también se pueden jugar en Battle Royale, Creativo y Unreal Editor para Fortnite (UEFN).
En el Escenario de Batalla, lanzado en una actualización en junio de 2024, 16 jugadores compiten entre sí para tocar cuatro canciones elegidas al azar en una batalla para alcanzar la puntuación más alta, eliminando a los combatientes con menor puntuación al final de cada canción. Activar Overdrive en el Escenario de Batalla permite a los jugadores atacar a sus oponentes para interrumpir su puntuación. El último jugador en pie con la puntuación más alta gana.

### Monetización y selección musical
Una variedad de canciones son presentadas en el Fortnite Festival, compuestas tanto por artistas populares (como Lady Gaga, Kendrick Lamar, Weezer) como por temas originales creados por Harmonix y el equipo de sonido de Epic Games. Aunque se ofrece una selección rotativa diaria de canciones gratuitas, los jugadores también tienen la opción de comprar canciones con V-Bucks, la moneda del videojuego de Fortnite. Cada canción cuesta 500 V-Bucks, lo que equivale a $4.50 dólares estadounidenses. Algunas canciones pueden estar temporalmente disponibles de manera gratuita al completar desafíos, como «Holiday» de Green Day durante el verano de 2024. Gracias a la naturaleza dinámica de la biblioteca de canciones, los desarrolladores pueden añadir temas en cualquier momento, como el lanzamiento de tres sencillos del álbum Hit Me Hard and Soft de Billie Eilish, el mismo día de su lanzamiento en mayo de 2024.

### Temporadas
Fortnite Festival presenta «temporadas» dentro del videojuego, las cuales están temáticamente centradas en artistas destacados específicos y ajustan el contenido del videojuego en consecuencia. Cada temporada incluye un sistema de pase de batalla, conocido como el «Festival Pass», que permite a los jugadores desbloquear canciones y cosméticos adicionales, generalmente basados en el artista destacado de esa temporada. Por ejemplo, la temporada inspirada en Metallica trajo sus canciones «Master of Puppets» y «Enter Sandman» a la tienda de artículos, pero hizo que «One» fuera exclusiva del Festival Pass. Otras colaboraciones incluyen una temporada temática del festival de música Coachella en abril de 2024, y otra que permitió a los jugadores comprar instrumentos con la marca Fender.
| Temporada   | Artista(s)        | Periodo                             |
| ----------- | ----------------- | ----------------------------------- |
| Temporada 1 | The Weeknd        | Diciembre de 2023 — Febrero de 2024 |
| Temporada 2 | Lady Gaga         | Febrero de 2024 — Abril de 2024     |
| Temporada 3 | Billie Eilish     | Abril de 2024 — Junio de 2024       |
| Temporada 4 | Metallica         | Junio de 2024 — Agosto de 2024      |
| Temporada 5 | Karol G           | Agosto de 2024 — Noviembre de 2024  |
| Temporada 6 | Snoop Dogg        | Noviembre de 2024 — Enero de 2025   |
| Temporada 7 | Hatsune Miku      | Enero de 2025 — Abril de 2025       |
| Temporada 8 | Sabrina Carpenter | Abril de 2025 — Junio de 2025       |

## Desarrollo y lanzamiento
Fortnite Festival es desarrollado por Harmonix, los creadores de la serie Rock Band y los primeros juegos de Guitar Hero. El videojuego fue concebido como parte del objetivo de Epic de expandir las experiencias dentro de Fortnite, lo que incluyó Lego Fortnite y Rocket Racing. Según Alex Rigopoulos, CEO de Harmonix, su objetivo era crear un videojuego de ritmo gratuito disponible para los millones de jugadores de Fortnite, con canciones disponibles de manera libre que permitieran una expansión dinámica y rápida de la biblioteca del videojuego, al mismo tiempo que fuera favorable para las discográficas para facilitar esto. Junto con el Festival Stage y el Jam Stage, Harmonix también desarrolló el sistema «Patchwork», que puede usarse en experiencias creadas por usuarios en Fortnite Creative o en aplicaciones de Unreal Editor para Fortnite (UEFN), permitiendo a los creadores incorporar sistemas de música dinámica en sus creaciones.
Fortnite Festival fue revelado el 2 de diciembre de 2023 durante un evento de Battle Royale en el videojuego titulado «Big Bang». Parte del evento contó con la actuación de Eminem interpretando «Lose Yourself» en un concierto dentro del videojuego, donde los jugadores pudieron tocar las notas de la canción como primera revelación de la jugabilidad de Festival.

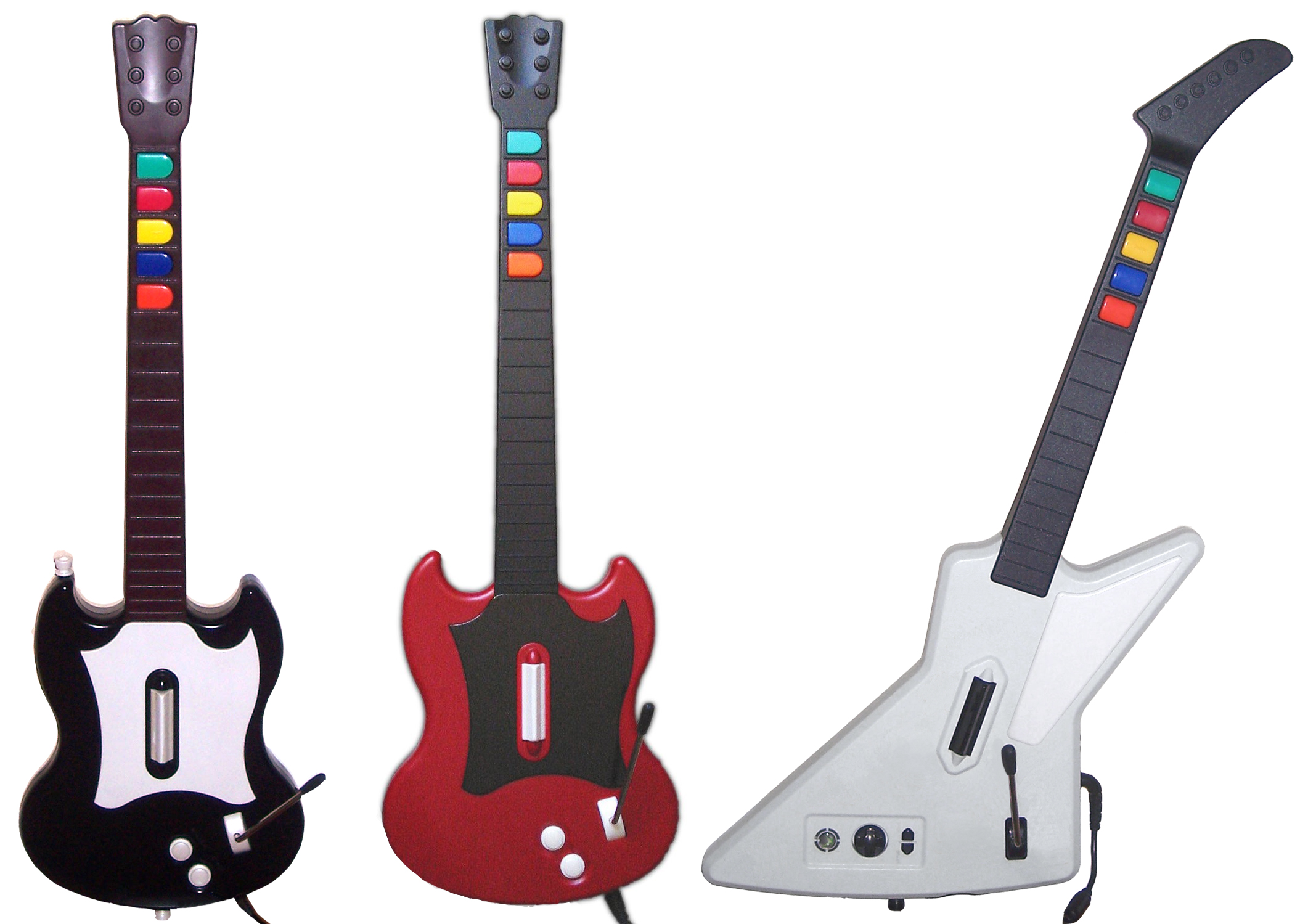
Desde su lanzamiento, las actualizaciones de Fortnite Festival han permitido el uso de mandos de guitarra, como los de la imagen.

Desde su lanzamiento, las actualizaciones de Fortnite Festival han permitido el uso de controladores de guitarra, como los que se muestran en las imágenes. El videojuego se lanzó el 9 de diciembre, siendo el último videojuego en añadirse a Fortnite después de Lego Fortnite y Rocket Racing. Está disponible en las mismas plataformas que Fortnite, es decir, Android, Nintendo Switch, PlayStation 4, PlayStation 5, Windows, Xbox One y Xbox Series X/S. El soporte para controladores de guitarra de plástico ya estaba en desarrollo con el lanzamiento de Festival. Performance Designed Products (PDP), que previamente suministró controladores de instrumentos compatibles con Rock Band 4, anunció un nuevo controlador para Festival en enero de 2024, el PDP Riffmaster. Este se lanzó en abril de 2024, y está disponible en dos versiones: una compatible con consolas PlayStation, y otra para consolas Xbox y PC. Ambas versiones también son compatibles con Rock Band 4, con el mismo diseño de botones y mecanismos básicos.
Con el inicio de la Temporada 3 a finales de abril de 2024, Festival se actualizó para admitir el Riffmaster y algunos otros controladores de guitarra, junto con la actualización de todas las canciones anteriores y futuras para incluir partes únicas de «Pro Lead» y «Pro Bass» que utilizan las características de estos controladores, similar a Rock Band. Una actualización de mayo de 2024 permitió a los jugadores sin controladores de guitarra jugar estas pistas «Pro» utilizando controles estándar. El Battle Stage se añadió en una actualización de junio de 2024, junto con contenido de Metallica para la cuarta temporada de Festival. El 16 de agosto de 2024, Fortnite Festival se volvió jugable en dispositivos iOS en la Unión Europea.

## Recepción de la crítica
Los críticos estuvieron divididos sobre la jugabilidad de Festival, señalando muchos que era similar a los juegos anteriores de Harmonix, con pocas diferencias. Mollie Taylor, de PC Gamer, creyó que algunas de las secuencias de canciones fueron reutilizadas de juegos anteriores. Bailey Dustin, de GamesRadar+, escribió que el videojuego tenía una «fórmula ganadora», y consideró que funcionaba bien, al igual que los juegos previos de Harmonix que habían perfeccionado esa fórmula a lo largo de los años. Afirmó que, aunque encontraba que Lego Fortnite y Rocket Racing tenían más contenido, Festival fue el que «capturó su corazón» y donde esperaba con más ganas el contenido futuro. Por el contrario, Taylor describió el videojuego como «excesivamente básico» en comparación con los juegos anteriores de Harmonix, creyendo que faltaba pulido en ciertas áreas y que el videojuego no era disfrutable cuando se usaba un instrumento que una canción no aprovechaba bien. Sin embargo, describió el videojuego como una «gran introducción», aunque con necesidad de mejoras. Luke Reilly, de IGN, compartió opiniones similares a las de Taylor y Dustin, creyendo que la falta de características de los juegos anteriores de Harmonix llevó a una «jugabilidad aislante» que podría convertir a jugadores de Fortnite en fanáticos de juegos de ritmo, pero no al revés.
Las reacciones hacia la monetización dentro del videojuego fueron negativas. Taylor consideró que, aunque era similar a otros juegos gratuitos, era un aspecto que le restaba atractivo al videojuego. Reilly pensaba de manera similar, encontrándolo una práctica depredadora en comparación con los precios medios de la música en iTunes y el costo de las canciones en Rock Band, describiendo los precios de Festival como «indignantes» en comparación con este último. Giovanni Colantonio, de Digital Trends, escribió que «le hacía preguntarse si Epic Games compró Harmonix por su experiencia en juegos musicales o por el valor que podría aportar a la tienda de Fortnite».
Los críticos fueron en general negativos respecto al modo «Jam Stage». Reilly consideró que era un «desperdicio total de esfuerzo», afectado negativamente por los precios del contenido dentro del videojuego. Dustin escribió que, aunque la inclusión de una «versión ligera» de Fuser destacaba, normalmente le dejaba con ganas de dejar de jugar después de unos minutos. Colantonio creía que el Jam Stage sufría por la falta de interactividad en comparación con el videojuego principal, así como por lo que consideraba la mala compatibilidad entre canciones. Escribió que la jugabilidad «tendía a convertirse en un caos de pistas que no encajan entre sí».